# Horus Music
Horus Music o Horus Music Limitada es una empresa a nivel global de servicios de sellos discográficos y distribución digital fundada en el año 2006. Horus Music permite a los artistas, sellos y titulares de derechos enviar su música a más de 200 plataformas digitales, de descarga y de streaming, incluidas iTunes, Google Play, Amazon, VEVO, 7digital, Spotify, Beatport, Deezer, Tidal. La empresa ofrece también oportunidades de marketing digital y listas de reproducción.

## Historia
La empresa fue nombrada como mejor socio comercial en el año 2014 por Huawei Technology en China, asimismo quedó seleccionada como finalista en la categoría de comercio internacional en el Leicester Mercury Business Awards en el mismo año. Atiende a músicos y sellos discográficos independientes, y artistas de notoria fama.
En noviembre de 2015, Horus Music auspició un evento de la primera edición de sellos independientes del Reino Unido, dedicado a la promoción de lanzamientos musicales de los sellos independientes del Reino Unido.
La empresa también ayuda a Marcas y Escritores, brindando asesoramiento y oportunidades para músicos y distribución de libros electrónicos para escritores.
Por ello se inauguró en 2017 Anara Publishing, lo que permitió a la empresa trabajar en adelante con una selección de músicos destacados y administrar sus regalías y servicios de licencias.
El 21 de abril de 2017, día del 91° cumpleaños de Su Majestad la Reina Isabel II, Horus Music fue galardonado con el premio empresarial de comercio internacional de la Reina.
En 2021, Horus Music, UnitedMasters y Symphonic Distribution se asoció con beatBread. La tecnología chordCashAI de beatBread proporcionó una experiencia avanzada automatizada para músicos independientes que también permitió a los artistas elegir sus condiciones y conservar la propiedad de su música.

## Actividades
Horus Music se asoció con varias organizaciones de beneficencia, incluido Save the Children, para la grabación "Look into Your Heart", con Beverley Knight y con Mick Jagger y Ronnie Wood de los Rolling Stones. El 100 % de las ganancias del sencillo se donaron a la organización benéfica.
Horus music ha sido transparente en las condiciones de la industria musical y los derechos de autor además eliminó su catálogo de Radio después de que Pandora adquiriera el servicio de streaming. Sus relaciones con artistas y sellos discográficos, así como con contactos líderes en la industria, ha demostrado capacidad de trabajar con músicos flexiblemente, ofreciendo también oportunidades de eventos como por ej. audiciones para la televisión como The Voice UK.